# Einräumigkeit
Der Grundsatz der Einräumigkeit ist ein verwaltungsbezogener Organisationsgrundsatz mit Auswirkungen auf die örtliche und sachliche Zuständigkeit staatlicher Behörden sowie den Zuschnitt der kommunalen Gebietskörperschaften (Gemeinden, Landkreise und Bezirke) in Deutschland.
Der Grundsatz der Einräumigkeit spielt eine Rolle bei der funktionalen Verwaltungsreform, insbesondere der staatlichen Mittelbehörden.

## Öffentliche Verwaltung

Abb. 1: Schema des dreistufigen Verwaltungsaufbaus in den Flächenländern. Die allgemeine Verwaltung (1. Stufe) ist braun, die Sonderbehörden (2. und 3. Stufe) sind beige dargestellt.

### Historische Entwicklung
Der Grundsatz der Einräumigkeit besagt im Zusammenhang mit der Verwaltungsgliederung Deutschlands, dass der örtliche Zuständigkeitsbereich der allgemeinen Behörden und der Sonderbehörden sowie der verschiedenen Sonderbehörden untereinander territorial deckungsgleich und diese unterschiedlichen Behörden für ein und dasselbe geographische Gebiet zuständig sein sollen („verwaltungsgeographische Kongruenz“). Durchschneidungen der einzelnen Verwaltungseinheiten (Gemeinden, Landkreise oder Bezirke) sollen vermieden werden.
Aus politischen Gründen wie der deutschen Kleinstaaterei sowie im Hinblick auf ihre Entstehungsgeschichte und historische Funktion sind die Gebietszuschnitte der allgemeinen und der Sonderbehörden in Deutschland jedoch tatsächlich nicht deckungsgleich.
Die allgemeine Verwaltung ist seit der Preußischen Städteordnung von 1808 durch die fachübergreifende Zuständigkeit für ein bestimmtes Gebiet ("alle Angelegenheiten der örtlichen Gemeinschaft" nach Art. 28 GG) gekennzeichnet (Gebietsorganisation), die Sonderbehörden hingegen durch bestimmte fachliche Zuständigkeiten (Aufgabenorganisation).
Mit den Stein/Hardenberg-Reformen 1808 wurden neben der kommunalen Selbstverwaltung auch die staatlichen Mittelbehörden zwischen den Obersten Landesbehörden (Ministerien) und den Unterbehörden (Kommunen) – in Abb. 1 als Regierungsbezirke bezeichnet – eingeführt. Bis heute dienen sie der Bündelung ressortspezifischer Entscheidungen und der Notwendigkeit einer Mindestkoordination staatlicher Aufgaben.
Die Behörden der staatlichen Mittelinstanz werden regional unterschiedlich bezeichnet, so in Baden-Württemberg und Sachsen als Regierungspräsidien, in Nordrhein-Westfalen und Niedersachsen (bis zu ihrer Abschaffung im Jahr 2005) als Bezirksregierungen, in Hessen als Regierungsbezirke, in Bayern als Regierungen, in Thüringen und seit 2004 in Sachsen-Anhalt als Landesverwaltungsämter und in Rheinland-Pfalz als Direktionen.
Nach dem Prinzip der Einheit der Verwaltung, ausdrücklich erwähnt beispielsweise in Art. 77 Abs. 2 der Bayerischen Landesverfassung ist es einerseits erwünscht, die verschiedenen Aufgaben der Sonderbehörden unter dem Dach einer einzelnen Behörde zu bündeln und zu konzentrieren. „Bündelung bedeutet [dabei] die Aufarbeitung eines Problems aus den unterschiedlichen Blickwinkeln unter Einbeziehung der verschiedenen Fachrichtungen. Es bedeutet das Einbringung vielfältigster Sachkenntnis, Koordinierung, aber auch Suche nach einem Kompromiß.“ Ein praktisches Beispiel ist die Koordination örtlicher Planungen im Planfeststellungsverfahren gem. § 75 Abs. 1 VwVfG (sog. institutionalisierter Interessenausgleich).
Andererseits soll der über 200 Jahre alte dreistufige Verwaltungsaufbau angesichts einer zunehmenden Haushaltskonsolidierung optimiert, gestrafft und effizienter gestaltet werden.

#### Gebiets- und Funktionalreform der Mittelinstanzen

Abb. 2: Regierungsbezirke in Deutschland, Stand: 1. August 2008 (einschließlich der ehemaligen Regierungsbezirke in Niedersachsen, Rheinland-Pfalz, Sachsen und Sachsen-Anhalt)

In den 1990er Jahren setzte mit dem New Public Management zuerst auf der kommunalen Ebene eine Reihe von verwaltungsinternen Modernisierungsmaßnahmen ein (Neues Steuerungsmodell).
Im 21. Jahrhundert hat sich die reformerische Aktivität auf die Ebene der Bundesländer ausgeweitet.
Die Reform der Regierungsbezirke hat in den einzelnen Flächenländern zu verschiedenen Umstrukturierungen bei der Aufgabenverteilung zwischen den unterschiedlichen Trägern der öffentlichen Verwaltung geführt.

##### Reforminstrumente
Eine Konzentration und Straffung der unmittelbaren Staatsverwaltung wird angestrebt durch
- den Abbau von Doppelstrukturen aus Sonderbehörden und Mittelinstanzen (Zusammenlegung von Behörden)
- Nutzung von Kommunalisierungspotentialen (Aufgabenverlagerung auf Kommunen und Kreise als Auftragsangelegenheit oder Pflichtaufgaben zur Erfüllung nach Weisung)
- Aufgabenprivatisierung[9][10][11]
- kunden- und bürgerorientierte Gestaltung von Verfahrenswegen und Verfahrenszeiten, beispielsweise durch den sektoralen oder zeitlich begrenzten Wegfall der Widerspruchsverfahren oder den Wegfall bzw. die Verlagerung von Genehmigungs- und Anzeigeverfahren

##### Reformmodelle
In Niedersachsen, Schleswig-Holstein, Brandenburg, Saarland und Mecklenburg-Vorpommern wurden die Aufgaben der Mittelbehörden in die oberen Landesbehörden oder auf Kommunen und Kreise verlagert. Das Land Niedersachsen etwa hat seine Bezirksregierungen zum 1. Januar 2005 gänzlich abgeschafft.
In Bayern, Hessen, Nordrhein-Westfalen, Baden-Württemberg, Sachsen, Sachsen-Anhalt, Thüringen und Rheinland-Pfalz hingegen wurden die Mittelbehörden einer umfassenden Aufgabenkritik unterzogen. Entbehrliche Aufgaben wurden teils privatisiert, teils an Kreise und Kommunen abgegeben, die Mittelbehörden zum Teil funktional neu ausgerichtet oder durch die Integration von unteren und oberen Sonderbehörden in ihrer Aufgabenwahrnehmung gestärkt (sog. konzentrierte Dreistufigkeit).

### Gesetzliche Regelung
Gesetzliche Erwähnung findet der Grundsatz der Einräumigkeit in § 3 Abs. 2 des Landesorganisationsgesetzes im Land Brandenburg:

„Der Grundsatz der Einräumigkeit ist zu beachten. Die Zuständigkeitsbezirke und die regionale Binnenorganisation der Landesbehörden und Einrichtungen des Landes sowie der Landesbetriebe sind so festzulegen, dass sie mit den Verwaltungsstrukturen auf kreislicher und gemeindlicher Ebene übereinstimmen, es sei denn, überwiegend fachliche Gründe stehen entgegen.“

und § 3 Abs. 3 des Organisationsgesetzes für das Land Mecklenburg-Vorpommern:

„Die von den Landesbehörden wahrzunehmenden Verwaltungsaufgaben sollen gebündelt wahrgenommen werden (Einheit der Verwaltung), sofern dies zweckmäßig ist oder die Effektivität und Effizienz der Aufgabenerfüllung fördert. Für auf untere Landesbehörden übertragene oder bei diesen verbleibende Verwaltungsaufgaben ist die deckungsgleiche örtliche Zuständigkeit kommunaler Verwaltungsträger und der unteren Landesbehörden (Einräumigkeit der Verwaltung) herzustellen, soweit dies einer zweckmäßigen Aufgabenerfüllung dient.“

### Beispiele

#### Thüringen
Mit der Verwaltungsreform von 1952 waren auf dem Gebiet der DDR die Länder abgeschafft und durch 14 Bezirksregierungen ersetzt worden. Mit dem Beitritt der DDR zum Geltungsbereich des Grundgesetzes 1990 kehrte man zur Einteilung der ostdeutschen Länder in Landkreise zurück.
Im Freistaat Thüringen gibt es seit 1994 vier staatliche Planungsregionen, sieben Landwirtschaftsämter, acht Polizeidirektionen, fünf staatliche Schulämter, zwölf Finanzamtsbezirke, 23 Landkreise und kreisfreie Städte, 961 Gemeinden und 29 Forstamtsbezirke. Die Abgrenzung der Aufgabengebiete im Sinne einer möglichst einräumigen Verwaltung von staatlichen und kommunalen Aufgaben ist hier keineswegs einheitlich.

#### Nordrhein-Westfalen
Bis auf wenige Ausnahmen ist die Einräumigkeit der nordrhein-westfälischen Polizei flächendeckend auf der Ebene der Kreise und kreisfreien Städte gewährleistet.

## Verbindliche Bauleitplanung
Im Bauplanungsrecht bedeutet das Prinzip der Einräumigkeit, dass sich der Geltungsbereich eines Bebauungsplans nicht mit dem Geltungsbereich eines anderen Bebauungsplans überschneiden darf. Im Fall einer Plankollision ist durch Auslegung anhand der allgemeinen Kollisionsregeln für Rechtsnormen zu ermitteln, welcher Plan vorgeht. Grundsätzlich geht der später aufgestellte Plan dem früheren vor (Grundsatz der Posteriorität).